# Johann Jakob Sutter

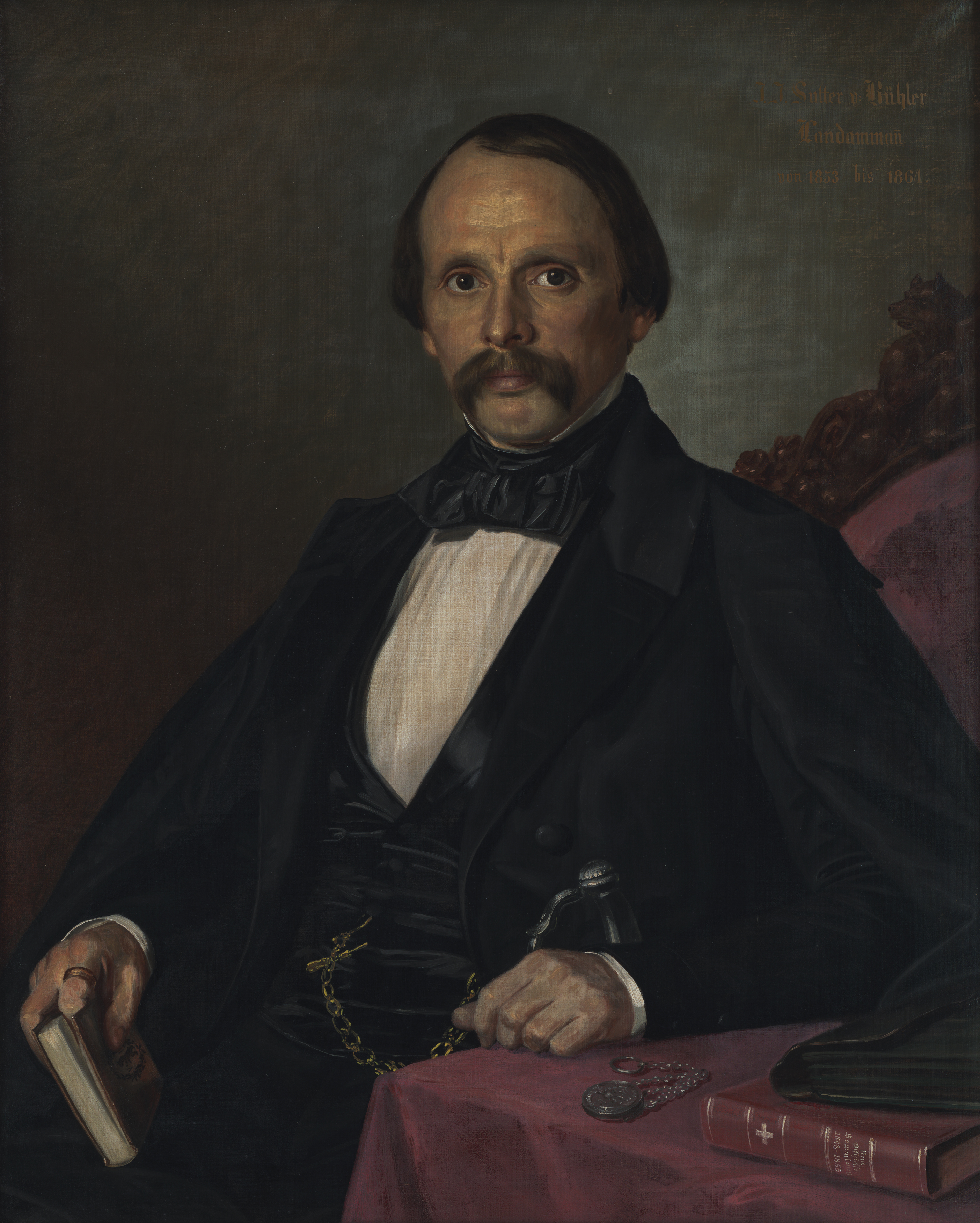
Johann Jakob Sutter, Landammann von Appenzell Ausserrhoden, Gemälde von Leonhard Tanner (um 1864)

Johann Jakob Sutter (* 12. April 1812 in Bühler; † 27. November 1865 ebenda; heimatberechtigt in ebenda) war ein Schweizer Politiker und Unternehmer aus dem Kanton Appenzell Ausserrhoden. Von 1848 bis 1853 gehörte er dem Nationalrat an, von 1859 bis zu seinem Tod sass er im Ständerat.

## Biografie
Johann Jakob Sutter war ein Sohn von Christian Sutter, Landwirt und Heimweber, und Margarete Hochreutener. Im Jahr 1833 heiratete er Anna Elisabeth Preisig, Tochter von Johann Konrad Preisig. Eine zweite Ehe ging er 1864 mit Elise Ziegler, Tochter des wohlhabenden Jakob Ziegler, ein. Er erhielt seine Schulbildung an einer Privatschule, der Stadtschule in Genf und einem Institut in Neuchâtel. Finanziert hatte ihm dies sein zwanzig Jahre älterer Bruder Johann Ulrich Sutter, der ein erfolgreicher Textilunternehmer war. Sutter arbeitete zunächst für die Firma seines Bruders, bis er ein eigenes Fabrikationsgeschäft für Feinstickerei gründete. Er war ein Vertreter des freisinnigen Radikalismus und galt als ehrgeizige Persönlichkeit mit autoritären Zügen.
Von 1837 bis 1845 gehörte Sutter dem Kleinen Rat des Kantons Appenzell Ausserrhoden an, danach amtierte er als Gemeindehauptmann von Bühler. Bei den ersten gesamtschweizerischen Wahlen wurde er im Oktober 1848 in den Nationalrat gewählt. Diesem gehörte er bis 1853 an, anschliessend bis 1864 erneut der Kantonsregierung. Von 1858 bis 1862 präsidierte er jene Kommission, welche die Totalrevision der Ausserrhoder Kantonsverfassung ausarbeitete. 1859 wurde er in den Ständerat gewählt, dem er bis zu seinem Tod angehörte.
Auf Bundesebene schuf er sich einen Namen als Experte für Militär-, Handels-, Industrie- und Finanzfragen.